# Startpage.com
Startpage.com é um motor de busca neerlandês. Fundado por David Bodnick em 1998, Startpage.com pertence a empresa Surfboard Holding BV, que adquiriu a mesma no ano 2000.
Startpage.com também fornece um serviço de proxy, chamado Ixquick Proxy, que foi incorporado no motor de busca Startpage, permitindo aos usuários a opção de abrir todos os resultados de busca através de proxy.
O Startpage.com está desenvolvendo um serviço de email com proteção de privacidade: StartMail.
O Startpage.com retorna os dez resultados mais populares de vários motores de busca. Utiliza um sistema para classificar seus resultados ao atribuir uma estrela para cada resultado retornado de um motor de busca. Sendo assim, os dez resultados mais populares são aqueles retornados pela maioria dos motores de busca. O Startpage.com pode pesquisar em 17 idiomas, entre eles o chinês, dinamarquês, holandês, inglês, finlandês, francês, alemão, italiano, japonês, coreano, norueguês, polonês, português, espanhol, sueco e turco. Cada versão de idioma inclui resultados locais.
O Startpage.com foi re-lançado em 23 de Março de 2005, com vários recursos novos incluindo um algoritmo reconstruído de metabusca, um fone internacional e um "diretório de menor-preço".
Em 27 de Junho de 2006, a exemplo do Scroogle, o Ixquick.com se tornou outro motor de busca a excluir dados privados de seus usuários. Endereços de IP e outras informações pessoais são deletadas 48 horas depois de uma pesquisa.
O Startpage.com informou que não compartilha "informações pessoais" de seus usuários com outros motores de busca ou com o provedor de seus resultados patrocinados. O Scroogle foi fechado em Fevereiro de 2012.
O Startpage.com foi premiado com o primeiro Selo Europeu de Privacidade (European Privacy Seal (EuroPriSe)) por suas práticas relacionadas à privacidade em 14 de Julho de 2008. Esta iniciativa patrocinada pela União Europeia garante acordância com leis da mesma e regulamentos de segurança de dados e privacidade, através de uma série de auditorias de design e técnicas. Recebeu novamente a certificação com o Starpage em 2009, 2011 e 2013.
Em 28 de Janeiro de 2009, o Startpage.com parou completamente de registrar os endereços de usuários de IP.
O Startpage.com usa apenas um cookie chamado "preferências" que lembra as preferências de pesquisa do usuário para pesquisas futuras, e este é deletado se o usuário não retornar ao Startpage.com por 90 dias. É possível no entanto salvar as preferências em um endereço favoritado, assim evitando cookies completamente. Além disso, as preferências não são salvas automaticamente. Apenas o(a) visitante do site pode decidir se deseja salvá-las ou não.

## Ixquick e Startpage.com
Em 7 de Julho de 2009, o Ixquick lançou o Startpage.com para oferecer um novo serviço em um endereço fácil de lembrar e de ser digitado. O Startpage.com retorna seus resultados direto do motor de busca do Google sem salvar os endereços de IP dos usuários ou fornecer qualquer informação pessoal destes para os servidores da Google.